# بينيتو إراولا سيلفيان
بينيتو إراولا سيلفيان (بالفرنسية: Benito Sylvain)‏ هو صحفي ودبلوماسي فرنسي، ولد في 21 مارس 1868 في بورت دي بيه في هايتي، وتوفي في 3 يناير 1915 في بورت أو برانس في هايتي.